# Бонтеморген
Бонтеморген (нід. Bontemorgen) — селище в нідерландській провінції Гелдерланд. Входить до муніципалітету Бюрен. Наразі у селищі нараховується близько 20 будинків.
Перша згадка про селище датується 1913 роком.